# ميخائيل تشيانغ
ميخائيل تشيانغ هو كاتب مسرحي ماليزي، ولد في 27 أكتوبر 1955 في موار في ماليزيا.